# 2016年リオデジャネイロオリンピックのチャド選手団
2016年リオデジャネイロオリンピックのチャド選手団（2016ねんリオデジャネイロオリンピックのチャドせんしゅだん）は、2016年8月5日から8月21日までブラジルのリオデジャネイロで開催された2016年リオデジャネイロオリンピックチャド選手団の名簿。

## 選手団
- 人員: 選手 2人
- 開会式旗手: ビビロ・アリ・タヘール

## 種目別選手・スタッフ名簿及び成績

### 陸上競技
| 選手                   | 種目      | 予選     | 予選     | 準決勝   | 準決勝   | 決勝     | 決勝     |
| 選手                   | 種目      | 結果     | 順位     | 結果     | 順位     | 結果     | 順位     |
| ---------------------- | --------- | -------- | -------- | -------- | -------- | -------- | -------- |
| バシル・マハマト       | 男子400m  | 48秒59   | 7着      | 予選敗退 | 予選敗退 | 予選敗退 | 予選敗退 |
| ビビロ・アリ・タヘール | 女子5000m | 途中棄権 | 途中棄権 | -        | -        | 予選敗退 | 予選敗退 |